# Rock en espagnol
Genres associés
Rock latino, alterlatino, rock andalou
Le rock en espagnol, ou rock en español, est une forme de rock composée et interprétée en langue espagnole. Le terme de rock en español ne prend pas en compte des groupes et artistes ibéroaméricains qui chantaient en anglais pendant les années 1960, raison pour laquelle le terme de « rock ibéroaméricain » est privilégié.
Un autre terme, « rock latino » (latin rock en anglais), pose aussi problèmes du fait qu'il fasse davantage allusion à la fusion entre la musique traditionnelle latine et le rock qu'à un critère géographique ou idiomatique. Une autre donnée aussi importante est que les principales bandes de rock latin proviennent d'Argentine, du Chili, de Colombie et du Mexique. Le rock en espagnol ne possède aucune caractéristique propre, et embrasse des types traditionnellement étrangers au rock, mais qui sont intégrés aux manifestations musicales urbaines latino-américaines et des Caraïbes, comme le ska ou le hip-hop. Le rock en espagnol trouve sa propre identité en se démarquant du rock anglo-saxon.

## Histoire

### Débuts (1956-1964)

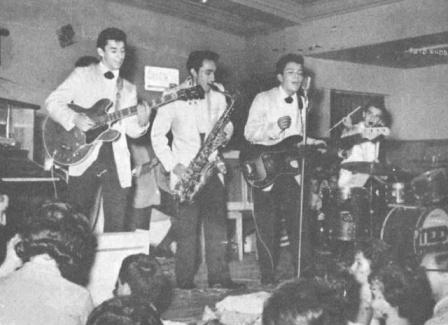
Los Teen Tops, jouant en Argentine, en 1962.

Un événement important du rock en espagnol est l'adaptation de La Bamba, chanson traditionnelle mexicaine, composée par Ritchie Valens, en 1958, pseudonyme avec lequel le californien Ricardo Valenzuela dissimulait son origine mexicaine. Le décès soudain de Valens dans un accident d'aviation tronque l'espoir de voir vers où pouvait évoluer cette tendance. Peu de temps après, le saxophoniste Danny Flores connait également une grande popularité aux États-Unis (et dans une grande partie du monde) la même année, atteignant le sommet des charts Billboard avec son succès Tequila.
Déjà à la fin de la décennie, Los Llopis - qui était en fait un groupe axé sur les genres mélodiques et plus standardisés - reprend les premières chansons de rock 'n' roll américaines adaptées en espagnol.
Avec l'arrivée de l'année 1960 et la nouvelle décennie, le rock commence à se généraliser et les médias commencent à s'y intéresser significativement. Compte tenu de son énorme capacité à attirer les jeunes, les lieux de divertissement et les promoteurs musicaux commencent à programmer systématiquement des concerts de groupes de rock ; de sorte que le genre devient rapidement un véritable phénomène de masse.
La décennie débute avec la même tendance que celle du précédent, fondée principalement sur l’apparition de groupes qui mettent encore à jour les succès du rock anglo-saxon en les traduisant en castillan, comme c'est le cas de Los Teen Tops - qui obtient le succès en Amérique du Sud et en Espagne. Cependant, le rock attire chaque fois plus l'attention et progressivement, divers groupes et artistes apparaissent interprétant leurs propres morceaux en espagnol, cessant de reprendre les succès américains. L'influence d'autres pays européens non anglophones est également à noter, avec l'arrivée du phénomène yé-yé, à partir duquel des artistes comme Raphael ont émergé. D'autre part, dans plusieurs pays d'Amérique du Sud, le terme de nouvelle vague est inventé pour catégoriser les artistes ayant adopté l'influence musicale du rock américain, et des modèles de la culture pop en Europe. Ce style de pop mélangé à du twist, du beat et du rock se popularise très vite en Amérique latine.

### Effets de l'invasion britannique (1964-1970)

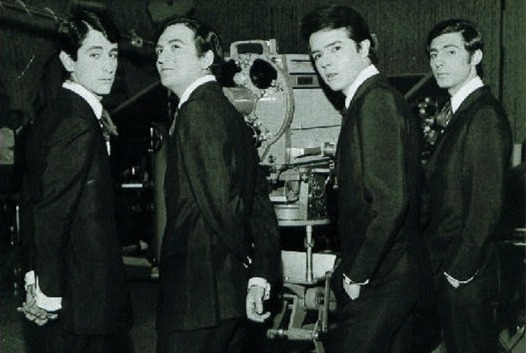
Los Brincos en 1964.

C'est durant cette période que les Beatles deviennent un succès mondial ; ils sont suivis par un grand nombre de groupes de même nationalité. Ce phénomène, appelée invasion britannique, touche aussi le monde hispanophone. Les nouvelles sonorités venues du Royaume-Uni (et aussi des États-Unis) telles que la beat, le rhythm and blues, la musique psychédélique, la soul, le folk rock et la pop sont imposées dans le monde entier influence dans les pays hispanophones et promouvoir le développement du rock dans leurs scènes respectives.
Ce genre d'influence est immédiatement présente au sein des groupes Los Brincos, El Kinto, Los Gatos, The Speakers, et quelques artistes à succès qui s'exprimaient principalement en anglais, et occasionnellement en castillan comme c'est le cas de Los Bravos et Los Shakers. Bien que dans les rares cas où les groupes ont joui du succès mondial, ils reprenaient principalement des chansons interprétées en anglais (comme c'est le cas de Los Bravos et Miguel Ríos). Le cas de Los Saicos, l'un des groupes pionniers du proto-punk au monde, est également été souligné. Il est plus tard revendiqué comme un exemple de succès garage rock en espagnol.
En Argentine, le « rock nacional » (littéralement « rock national ») est le terme utilisé pour décrire le rock 'n' roll produite par des groupes et musiciens argentins. Dans le pays, le rock est populaire, mais également culturel. Le genre inclut des éléments d'autres styles musicaux, et les premières chansons du genre sont principalement chantées dans une langue autre que l'anglais. Les chanteurs locaux populaires du genre incluent : Gustavo Cerati, Ricardo Mollo, Charly García, et Luis Alberto « El Flaco » Spinetta.

### Du metal au rock alternatif (1980-1999)

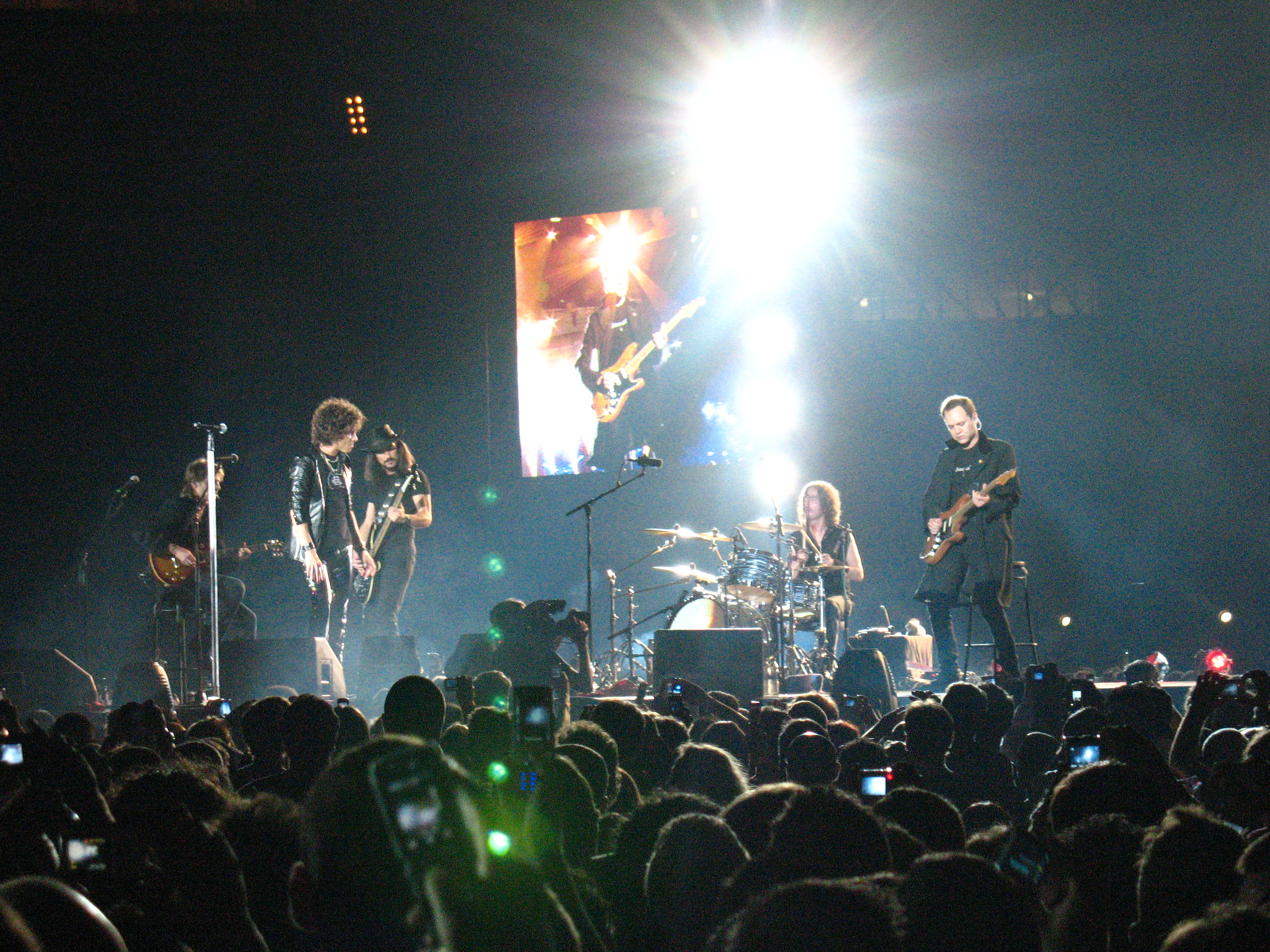
Héroes del Silencio, ici en concert en 2007.

Après une production de rock de cinquante années dans les différents pays, le rock en espagnol devient un produit attrayant pour l'industrie musicale, considérant la demande des gens pour écouter du rock dans leur langue maternelle, ainsi que le développement économique de l’Amérique latine et de l'Espagne. Tout cela permet le surgissement d'une industrie musicale. Pour pouvoir être commercialisé d'une manière efficace, le label musical BMG Ariola décide d'étiqueter son catalogue d'artistes comme Rock en tu idioma où il incluait principalement des membres de la new wave. D'autres maisons de disques se sont rapidement unies à ce concept (apparaissent d'autres termes semblables comme rock en castellano, ou Rock con ñ, mais seul le terme de rock en español survit), et commençait à croître nombre de groupes, jusqu'au point où on a pu parler de façon sure d'un boom commercial.
Avec le début de la mondialisation dans les années 1980, les rockers qui vendaient déjà dans leurs pays un bon nombre d’albums, ont commencé à être internationalisés. Cela a permis aux grandes maisons de disques internationales de faire signer des contrats au niveau latino-américain à des artistes qui n'étaient jusque-là connus qu'à un niveau national. Les premiers artistes à chercher cette internationalisation sont Charly García et Soda Stereo, pour l'Argentine ; Héroes del silencio, Mecano, Hombres G et La Unión, pour l'Espagne ; et El Tri, Caifanes, Kenny y los Eléctricos, pour le Mexique. L'effet profite à des artistes de différents types au-delà de la new wave, avec des groupes comme Barón Rojo et Ángeles del infierno qui interprétaient du heavy metal, ou La Polla Records et Los Violadores qui touchaient au punk. Ils reçoivent une plus grande attention au niveau international). Les groupes d'autres pays, tels Los Prisioneros du Chili, ont joui d'une grande popularité dans de nombreux pays en vendant des centaines de milliers de disques et d'autres groupes mineurs comme Océano et Los 33 de Panama, et le groupe Río du Pérou sont parfois arrivés à placer certains hits hors de ses pays.
Les maisons de disques sont disposées à continuer à favoriser une nouvelle génération d'artistes, cette fois d'une plus grande diversité musicale et dont un bon nombre jouirait d'une plus grande crédibilité musicale. On peut souligner Duncan Dhu, Héros del Silencio, Los Toreros Muertos et Radio Futura pour l'Espagne ; Miguel Mateos et Los Fabulosos Cadillacs, pour l'Argentine ; ou encore Caifanes, Manne y Phobia pour le Mexique. Le style musical rock est basé sur la fusion de genres distincts, spécialement de la musique afro-américaine.

### Période électronique (depuis 2000)
L'internationalisation de nombreux groupes se fait toujours à l'échelle nationale sans élargir leurs frontières en raison du manque de promotion dans d'autres pays. La globalisation des genres musicaux, accentuée par la généralisation d'Internet, commence à aider à unifier davantage les scènes régionales. Sans aucun doute, de toutes les scènes de heavy metal hispanophones du début du 21e siècle, le plus important est le groupe de folk metal Mägo de Oz.
Stylistiquement, le siècle commence comme une extension de ce qui s’était passé dans les années 1990. Le rock alternatif, ou alterlatino, est conservé avec les groupes Ozomatli, No Te Va Gustar, Panthéon Rococo — penché vers le ska, Kevin Johansen — dans une ligne plus chanteur-compositeur -, Catupecu Machu, Los Bunkers, 134 La Vida Bohème — plus enclin au rock indépendant -, El Guincho — avec son tropicalisme néo-psychédélique, La Vela Puerca, Macaco  Zoé, Cuentos Borgeanos, Jumbo, et Kinky.